# Henrik Ibsen
Henrik Johan Ibsen (AFI: [ˈhɛ̀nrɪk ˈɪ̀psn̩]; Skien, 20 marzo 1828 – Oslo, 23 maggio 1906) è stato un drammaturgo, poeta e regista teatrale norvegese.

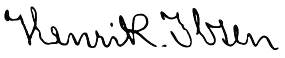
Firma di Ibsen

È considerato il padre della drammaturgia moderna, per aver portato nel teatro la dimensione più intima della borghesia ottocentesca, mettendone a nudo le contraddizioni.

## Biografia

### L'infanzia e l'adolescenza

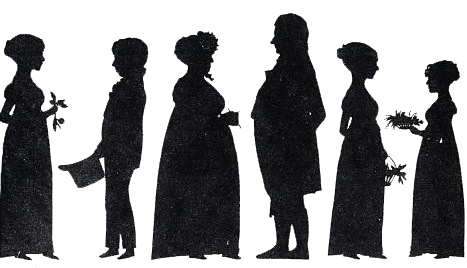
Silhouette della famiglia Altenburg/Paus

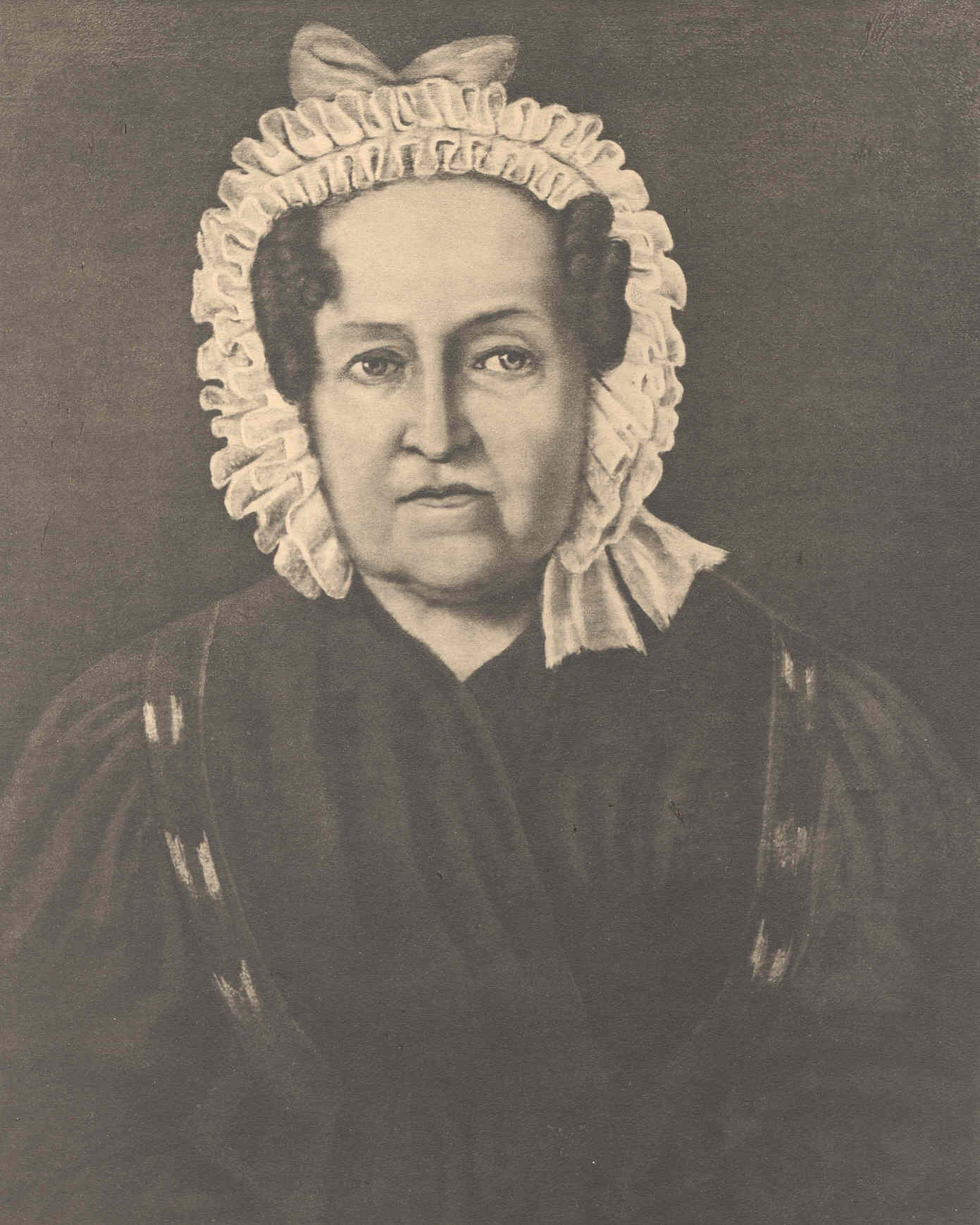
Hedvig Altenburg, nonna materna di Ibsen

Henrik Johan Ibsen nacque a Skien, cittadina della Norvegia sudorientale, nel 1828, da una famiglia di discendenza danese e tedesca. Il padre, Knud Plesner Ibsen, era un ricco armatore, e la madre, Marichen Cornelia Martine Altenburg, era figlia di uno degli uomini più facoltosi di Skien, proprietario, tra le altre cose, di una grande casa in città, di una distilleria a Lundetangen e di una fattoria in campagna. Le sue due navi erano impegnate nel commercio di legname. I suoi beni passarono alla vedova e quindi a Marichen, quando quest'ultima sposò Knud, il 1º dicembre 1825. Con il matrimonio, come volevano le leggi vigenti, tutto divenne proprietà del marito.
Henrik era il figlio cadetto, anche se il primogenito Johan, di due anni più grande, morì il 14 aprile 1828. Gli Ibsen ebbero altri quattro figli: nel 1830 nacque Johan Andreas, nel 1832 l'unica femmina Hedvig Kathrine, nel 1834 Nicolai Alexander e nel 1835 Ole Paus. Nonostante il padre avesse rapidamente fatto fortuna con il suo multiforme commercio, tanto da figurare, nel 1833, come sedicesimo contribuente di Skien, subì un rovescio finanziario ancor più repentino. Ridotto in povertà, attorno al giugno 1835 si trasferì con la famiglia a Venstøp, piccolo villaggio a quattro chilometri di distanza, in una fattoria che aveva acquistato due anni prima. Knud, dopo il trasferimento, provò a salvare la disastrosa situazione finanziaria con modesti commerci, destinati, negli anni successivi, a fallire anch'essi.
Henrik era un bambino solitario e molto introverso, che rifuggiva la compagnia dei coetanei. Era solito rinchiudersi in una stanza della fattoria per leggere, improvvisare spettacoli con il suo teatro giocattolo, disegnare e dipingere (la pittura fu sin dalla tenera età l'altra grande passione di Ibsen). Con il suo atteggiamento, si esponeva alle prese in giro degli altri bambini, che lanciavano palle di neve e pietre contro la sua stanza, finché Ibsen usciva a cacciarli in malo modo. Molti anni più tardi Thalie Kathrine Ording, coetanea del drammaturgo e sua vicina di casa a Venstøp, ritrasse il ragazzino Henrik come «sgradevole» e «veramente odioso. Malevolo e crudele. Era anche solito picchiarci. Quando crebbe divenne di aspetto molto gradevole, ma non piaceva a nessuno per la sua cattiveria. Nessuno voleva stare con lui, che se ne stava sempre per conto proprio».

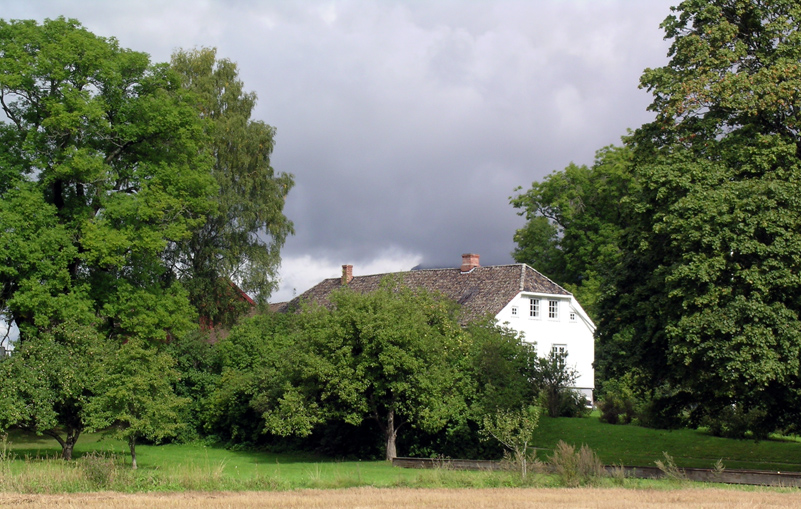
La tenuta di Venstøp

Ibsen frequentò una scuola elementare della sua città natale, percorrendo quotidianamente a piedi i chilometri che la separavano dalla fattoria di Venstøp. Maturò un precoce interesse per la medicina, ma al termine delle elementari, anziché iscriversi (forse per mancanza di disponibilità economica) all'istituto che avrebbe assecondato questo proposito avviandolo verso studi universitari, seguì per un paio d'anni una scuola privata, retta da due giovani teologi, John Hansen e W.F. Stockfleth. Lì studiò il latino e il tedesco, dimostrando particolare interesse per la storia antica e gli studi biblici.
Nel 1843 la famiglia fece ritorno a Skien, ma già nel dicembre, in seguito al dichiarato fallimento dell'attività del padre, che era nel frattempo diventato un commerciante in legname, Ibsen dovette abbandonare gli studi e, per sostenere la famiglia, recarsi a Grimstad - località che a quel tempo «non aveva più di 800 abitanti» -, dove lavorò fino al 1850 come assistente nella farmacia di Jens Arup Reimann. Questi viveva con la famiglia nello stesso edificio della farmacia, dove anche Ibsen fu alloggiato. Henrik dovette condividere la stanza con i tre figli più grandi dei Reimann maturando, nella continua, forzata convivenza con altre persone, un bisogno di solitudine e di spazi che lo caratterizzò poi sempre fortemente.

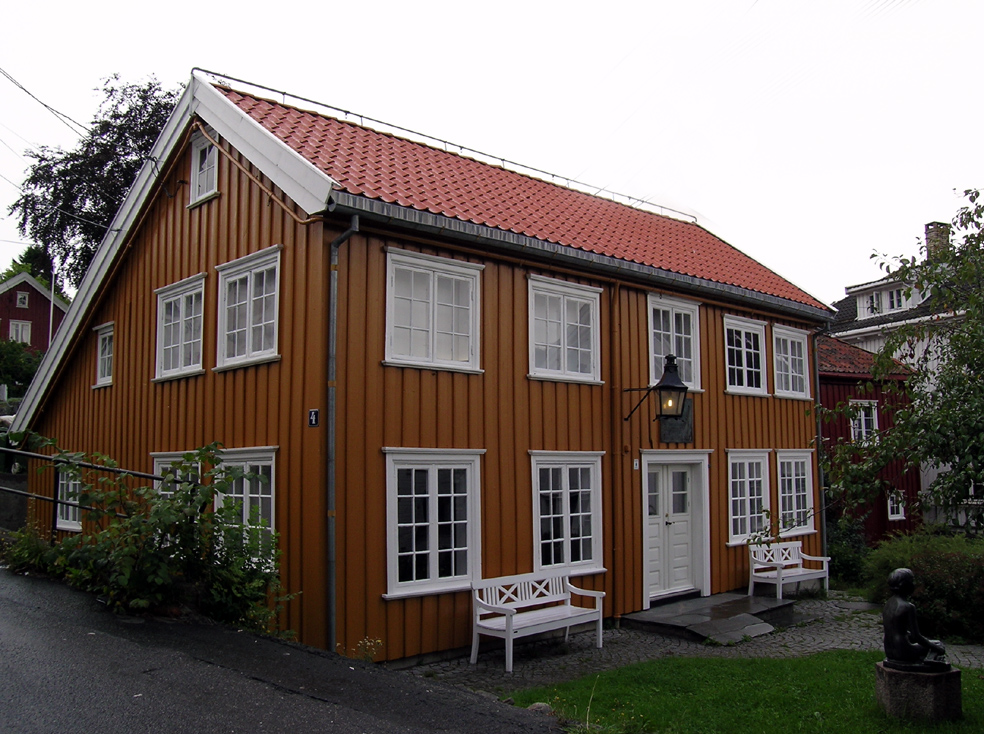
La farmacia dei Reimann a Grimstad. Ibsen abitò in questo edificio dal 1843 al 1847

Come rivela una lettera del 20 maggio 1844 all'amico Poul Lieungh, Ibsen si trovava bene presso i Reimann: «sono molto contento e non mi sono mai pentito di essere venuto qui, perché Reimann è molto buono con me, e fa tutto il possibile per stimolare il mio interesse nel lavoro in farmacia, che all'inizio non era granché piacevole».
Come era avvenuto a Skien, anche a Grimstad il futuro drammaturgo fuggì il più possibile la compagnia dei coetanei, incorrendo nelle loro prese in giro e nei loro sospetti. Quando aveva finito di lavorare, si ritirava in solitudine fino a notte fonda per leggere, dipingere, abbozzare le sue prime poesie e prepararsi all'esame d'ammissione per la facoltà di medicina. Dotato di acuto spirito di osservazione, cominciò presto a studiare con occhio critico gli avventori della farmacia, da cui trasse materia per attaccare, nei componimenti dell'epoca, l'ipocrisia e i rapporti sociali.
Fu un ragazzo dalla precoce virilità, con una folta barba già in età adolescenziale. Nel 1846 Ibsen, appena diciottenne, ebbe una relazione con una delle donne di servizio della farmacia, la ventottenne Else Sophie Birkedalen, che il 9 ottobre diede alla luce il figlio Hans Jacob.
Da una lettera spedita a una sua cugina, sappiamo che egli non si trovava più bene presso i Reimann. I debiti contratti dal proprietario della farmacia, già cospicui quando Ibsen cominciò l'apprendistato, andarono aggravandosi progressivamente, e Reimann si diede all'alcol, dimostrandosi, dopo Knud, un'altra deludente figura paterna. Nell'agosto 1846 vendette la sua attività all'asta; il nuovo proprietario la cedette a sua volta, nel marzo 1847, quando un giovane farmacista benestante, Lars Nielsen, la rilevò. Dalla nuova situazione Ibsen provò un senso liberatorio, sentendosi sollevato dall'atmosfera difficile venutasi a creare in casa Reimann. Nielsen spostò l'attività a Østregata, un quartiere più centrale, dove le condizioni di lavoro erano migliori e dove Ibsen, in virtù di un esame superato nella vicina Arendal, divenne "assistente qualificato", ed ebbe così un aumento di stipendio.

### Le prime opere
A quest'epoca risale l'amicizia con Christopher Due, appena giunto a Grimstad come impiegato della dogana. La fama del giovane Ibsen cominciò a crescere nella cittadina, dove si faceva notare per l'intelligenza e lo spirito sarcastico e anticlericale. La farmacia di Østregata diventò così un luogo di ritrovo per i giovani che avevano velleità intellettuali. Intanto Ibsen scriveva versi, alcuni satirici e pungenti, altri - che mostrava solo a Due - più "seri". Fu grazie all'intercessione di Due, divenuto corrispondente da Grimstad per il neonato giornale Christiania-Posten, che Ibsen poté vedervi pubblicata il 29 settembre 1849 la sua prima composizione, la poesia I Høsten (In autunno).
Nel 1848 si applicò agli studi liceali e sognò di dedicarsi alla carriera politica. Tra l'inverno del 1848 e il successivo, Ibsen scrisse il suo primo dramma, Catilina, in tre atti e in versi. Lo affidò all'amico Ole Schulerud, uno studente di legge che si recava a Christiania (così si chiamava, all'epoca, Oslo), e che lo presentò all'unico teatro cittadino. L'opera fu rifiutata, ma Schulerud, fermamente convinto del talento e delle capacità del drammaturgo, la pubblicò a sue spese. Uscì nell'aprile 1850, in qualche centinaio di esemplari.

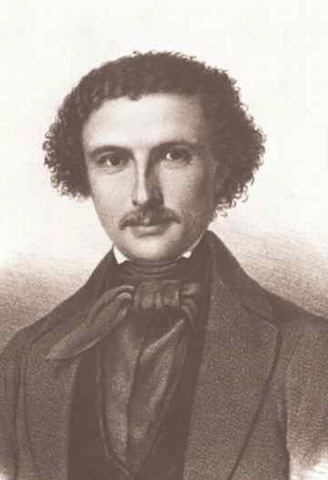
Marcus Thrane

Ibsen, la cui povertà era ormai estrema (tra il mantenimento del figlio e gli studi non gli rimanevano nemmeno i soldi per vestirsi), scelse di lasciare l'angusto luogo per tentar fortuna nella capitale. Il 12 aprile Catilina apparve nelle librerie; il giorno seguente Ibsen partì alla volta di Christiania.
Arrivò il 28 aprile 1850 in una città che contava 30 000 abitanti. Fu alloggiato dalla signora Sæther, zia di Schulerud, che oltre al nipote ospitava anche Theodor Abildgaard, uno studente di legge che introdusse Ibsen nell'ambiente delle Associazioni operaie di Marcus Thrane (1817-1890), un socialista norvegese recentemente rientrato dalla Francia, dove era rimasto conquistato dagli ideali rivoluzionari del 1848. Ibsen tenne alcune lezioni presso la scuola domenicale delle Associazioni, finché Abildgaard e Thrane, il 7 luglio 1851, furono arrestati (e presto sarebbero stati condannati ai lavori forzati).
Nel frattempo Ibsen seguiva i corsi dell'istituto Heltberg per prepararsi all'examen artium, il superamento del quale costituiva un prerequisito per l'ammissione all'università. In questa scuola conobbe, tra i discenti, i futuri scrittori Aasmund Vinje (1818-1870) e Bjørnstjerne Bjørnson. Il secondo, insignito nel 1903 del Premio Nobel per la letteratura, rimase uno dei più stretti amici di Ibsen, mentre il primo introdusse a sua volta il giovane drammaturgo nella temperie politica del tempo.
Il mancato superamento dell'esame, causato dalla bocciatura in greco e matematica, fu compensato dai primi successi come drammaturgo. Rielaborando un testo già avviato a Grimstad, Ibsen compose Il tumulo del guerriero (Kjæmpehøjen), atto unico in versi che fu accettato dal teatro di Christiania, e rappresentato il 26 settembre 1850. L'opera, ambientata nel decimo secolo, propone la contrapposizione tra lo spirito vendicativo dei vichinghi e il perdono cristiano.

### Gli anni di Bergen

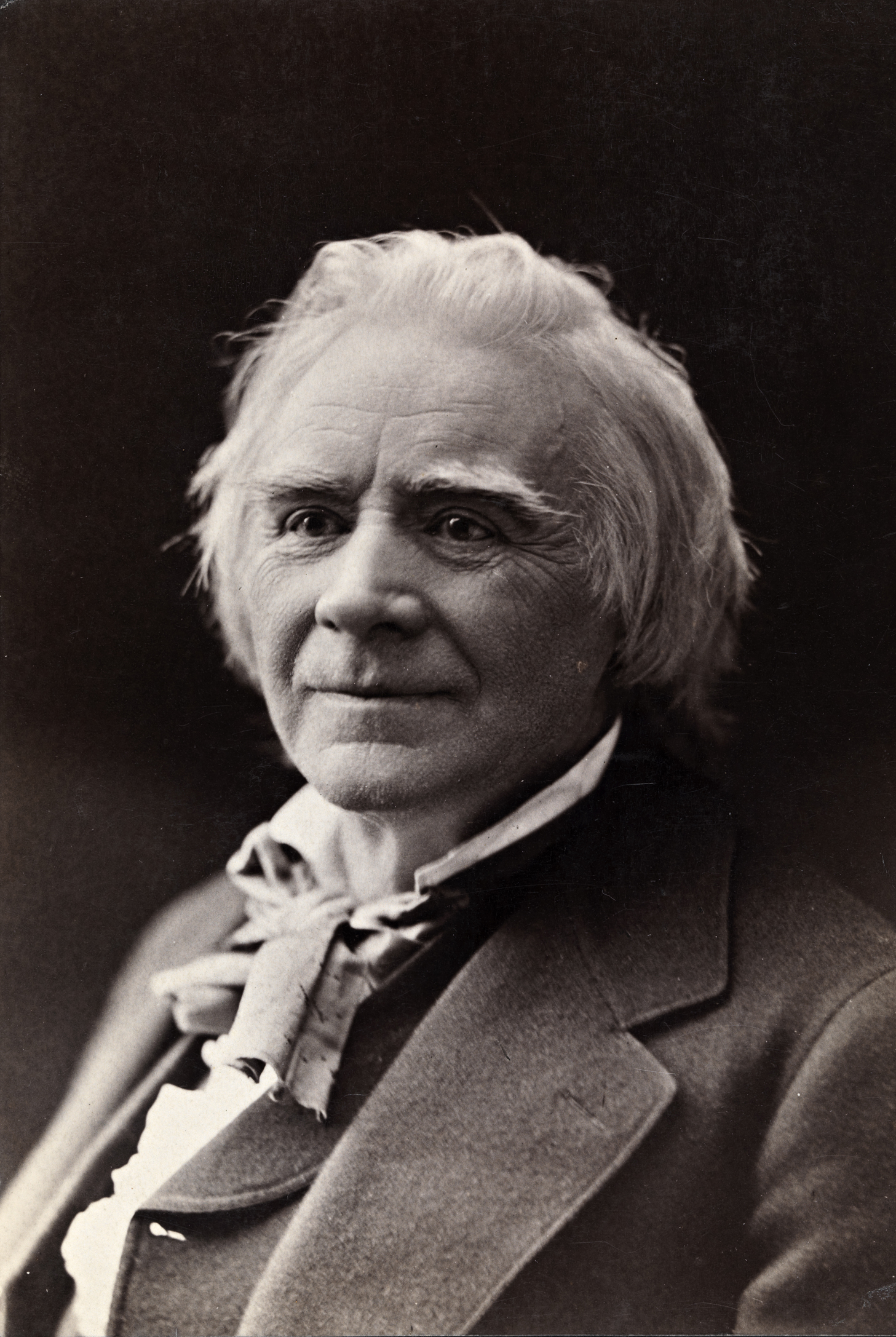
Ole Bull

Nel 1851 Ole Bull lo volle alla direzione del Norske Theater di Bergen, dove aveva lavorato come maestro di scena. Il neonato teatro si proponeva di far vivere, attraverso le opere, la storia e le tradizioni patrie, in una parola l'identità norvegese. Ibsen fu ospitato da Helene Sontum, proprietaria di una delle più rispettabili pensioni cittadine. L'incarico, che gli garantiva una paga stabile, paragonabile a quella di un insegnante, rappresentò un significativo miglioramento delle sue condizioni economiche.
Per quanto Bergen fosse la più popolosa e fiorente città del Regno e sua capitale, non aveva ancora molto da offrire a livello culturale, e tutti, al Norske Theater, erano piuttosto inesperti. Così, per migliorare la sua formazione, il comitato del Norske finanziò a Ibsen e a una giovane coppia della troupe, i coniugi Brun, un viaggio a Copenaghen e Dresda. Il 15 aprile 1852 salpò alla volta della capitale danese, culturalmente molto vivace. Ibsen si stabilì in una stanza nelle vicinanze del Teatro Reale, diretto da quel Johan Ludvig Heiberg che dal 1825 aveva cominciato ad assurgere a maggior gloria delle scene danesi, e che accolse calorosamente Ibsen, offrendogli un lasciapassare per accedere gratuitamente alle rappresentazioni. Presso il Teatro Reale Ibsen compì la maggior parte dei suoi studi, durante il soggiorno a Copenaghen. Il vecchio direttore Thomas Overskou (1798-1873) gli mostrò il backstage spiegandogli il funzionamento dei macchinari. Durante le sei settimane di permanenza in terra danese, il Teatro Reale mise in scena diverse opere shakespeariane, tra cui un Amleto dai tratti realistici e poco accademici, in linea quindi con la produzione ibseniana maggiore. A Copenaghen Ibsen incontrò anche Hans Christian Andersen.

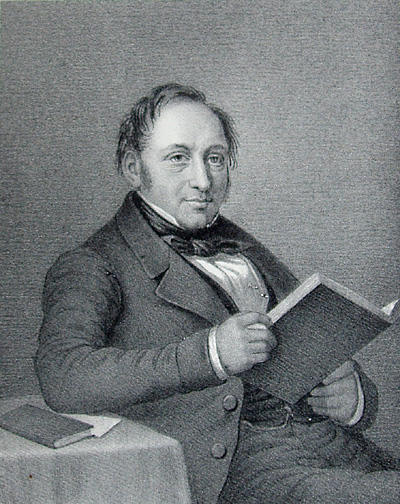
Johan Ludvig Heiberg

Partito il 6, giunse a Dresda il 9 giugno, dove continuò il suo apprendistato. Durante il soggiorno trascorse un'esistenza molto solitaria, visitando le bellezze cittadine e scrivendo. Il periodo in Sassonia funse da ispirazione per una raccolta di poesie, I Billedgalleriet, in cui evocò la perdita della fede ma al tempo stesso la possibilità di stabilire un contatto con il divino attraverso la contemplazione dei capolavori artistici di Raffaello, Correggio o Murillo. La raccolta fu scritta più avanti e pubblicata nel 1859.
Tornato a Bergen, mandò in scena La notte di San Giovanni (Sancthansnatten), commedia romantica in tre atti che Ibsen forse cominciò a redigere in collaborazione con uno studente di Christiania, Christian Bernhoft, che poi desistette. L'opera fu scritta tra la primavera e l'estate, principalmente durante il soggiorno continentale. La notte di San Giovanni è una storia d'amore ambientata nel Telemark coevo, in cui è evidente l'influsso shakespeariano del Sogno di una notte di mezza estate, oltre che di autori scandinavi quali Hostrup, lo stesso Heiberg e Paul Botten-Hansen.
Il nazionalismo, pur trovandovi spazio, risulta subordinato all'affinamento artistico e alla perizia nei dialoghi, che Ibsen cura, alla ricerca di un proprio stile e di una propria identità letteraria. La prima rappresentazione, il 2 gennaio 1853, vide il tutto esaurito, ma all'unica replica, il 5 gennaio, l'afflusso di pubblico fu più ridotto. Se l'accoglienza di pubblico non fu buona - partirono fischi durante la prima -, è altresì vero che nessun dramma, al teatro di Bergen, andava mai oltre le due serate, e spesso anzi ci si fermava alla prima. La critica, non entusiasta, lasciò comunque intravedere qualche apprezzamento.
Trasferitosi in una dépendance del teatro, dove avrebbe vissuto per quattro anni, nella primavera del 1853 Ibsen conobbe la quindicenne Rikke Holst (1837-1923), che subì il fascino del solitario, malinconico, scontroso e appassionato drammaturgo. Presto i due si fidanzarono, ma la forte opposizione del padre di lei pose fine all'idillio.
Non era un periodo facile: Ibsen non riusciva ad imporsi come drammaturgo e veniva anche criticato dal comitato del teatro, in una lettera che gli rimproverava una gestione insoddisfacente. Per l'opera da rappresentare il 2 gennaio 1854, Ibsen riprese in mano Il tumulo del guerriero, sottoponendolo a una radicale revisione, riducendo l'afflato lirico di oehlenschlaegeriana matrice e curando maggiormente la verosimiglianza storica. I personaggi acquisivano una loro identità più marcata e anche l'opposizione fra cristianesimo e paganesimo si faceva più definita e drammatica. Nonostante ciò, la pièce ebbe un'unica rappresentazione, che i giornali passarono praticamente sotto silenzio. Il Bergenske Blade, tuttavia, la pubblicò come supplemento.

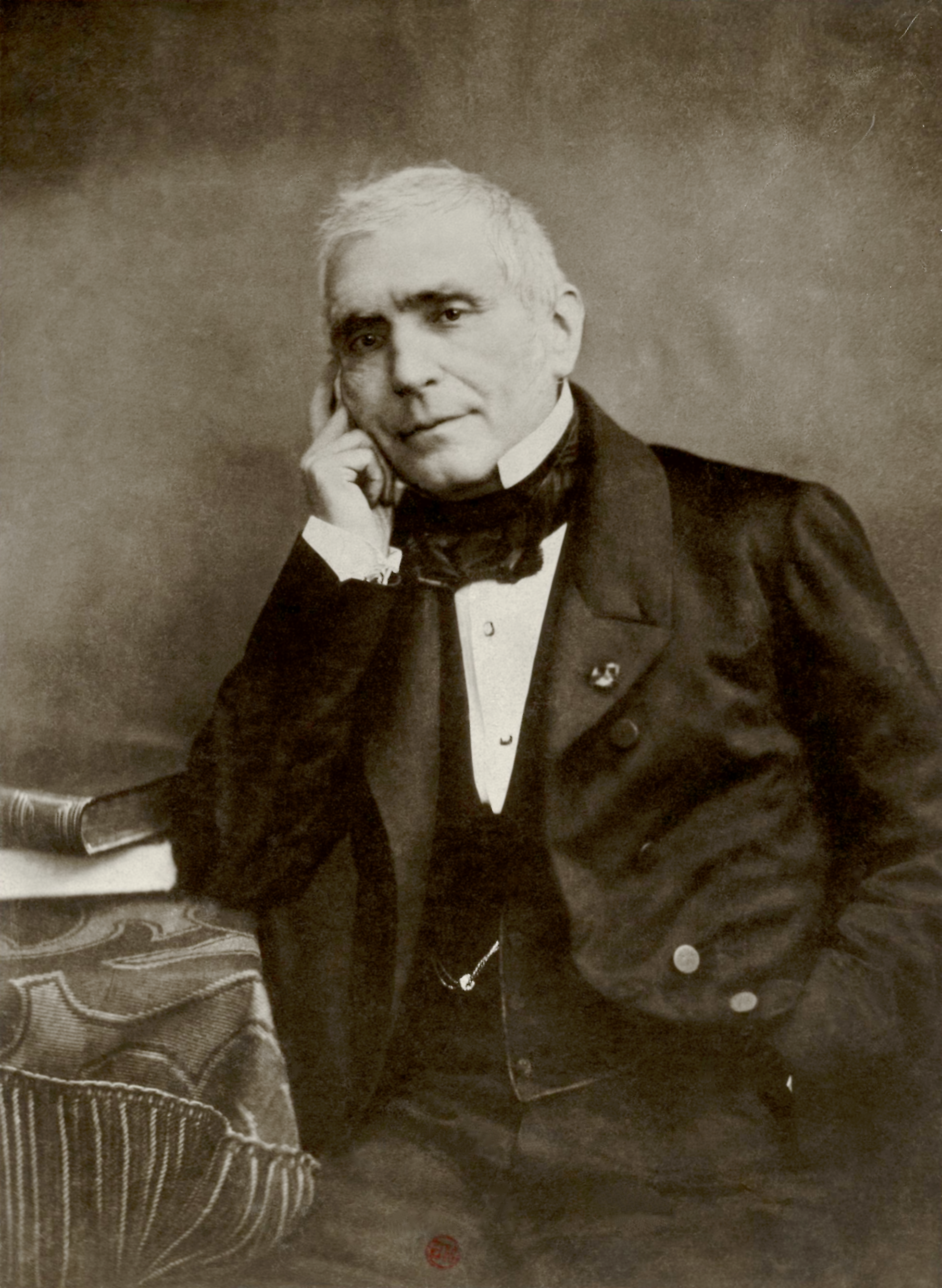
Scribe in una foto di Nadar

Nel corso del 1854 nuovi nomi cominciarono a lavorare per il teatro di Bergen. Tra questi, il più importante per la carriera ibseniana fu un uomo d'affari, Peter Michael Blytt (1823-1897), a cui il drammaturgo sottopose in settembre un manoscritto, attribuendone la paternità a un autore di Christiania. La tragedia era stata in realtà scritta da Ibsen, che, timoroso, voleva mandare avanti un suo testo proteggendosi con l'anonimato. Blytt fu entusiasta dell'opera, Donna Inger di Østråt (Fru Inger til Østråt), pièce ambientata nel primo Cinquecento, in un contesto di forti tensioni politiche in cui la protagonista combatte a fianco dei rivoltosi svedesi e norvegesi contro l'aristocrazia danese, ma è dilaniata interiormente, in quanto l'amato figlio è frutto di un matrimonio con quella stessa aristocrazia. Storia nazionale e introspezione psicologica affiorano quindi nuovamente in Ibsen, nella sua opera più shakespeariana. Le tracce del realismo psicologico sono un'evidente eredità del viaggio continentale; il dramma idealista del passato si manifesta ancora, ma la transizione verso quello realistico si fa più concreta. La tragedia aprì la nuova stagione, il 2 gennaio 1855, con due rappresentazioni, la prima delle quali apprezzata dal pubblico.
L'anno successivo, alla consueta première del 2 gennaio, presentò Una festa a Solhaug (Gildet på Solhaug), dramma in cui si avvertono gli echi di Scribe e della sua scuola francese, in particolare della scribiana Bataille de dames (1851), che Ibsen aveva comprato a Copenaghen e diretto a Bergen. Una festa a Solhaug diede al suo autore maggior popolarità rispetto ai lavori precedenti, tanto che fu messa in scena per sei volte al teatro di Christiania. La compagnia danese di Thomas Cortes la rappresentò, oltre che nella capitale, a Kristiansand e a Trondheim. Nello spettacolo di Trondheim Ibsen introduce un'importante novità: gli attori si rivolgono gli uni agli altri nei dialoghi, invece di indirizzarsi costantemente al pubblico, come era consuetudine.
Quando l'imperatore francese Napoleone III giunse in Norvegia, nella tarda estate del 1856, chiese di poter assistere a un'opera teatrale. Con la troupe in vacanza e parte dell'orchestra impegnata altrove, Blytt e Ibsen prepararono in una notte la rappresentazione della Festa a Solhaug, che vide l'attrice Louise Brun (1830-1866) nel ruolo della protagonista Margit. Napoleone fu omaggiato di una copia del dramma, apprezzò la prestazione della Brun e chiese una copia della musica di Ferdinand Giovanni Schediwy.

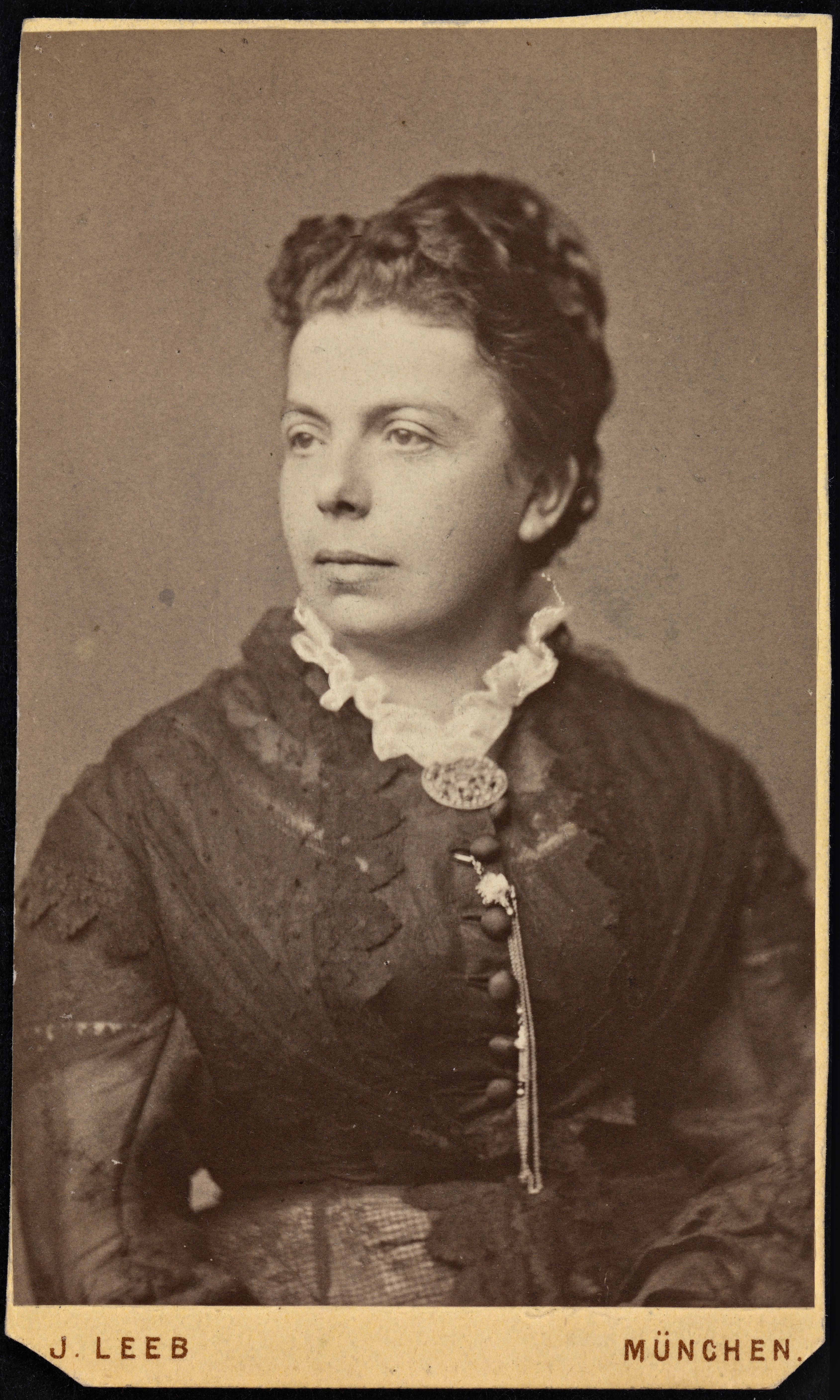
Suzannah Thoresen

L'ultimo anno a Bergen vide Ibsen mandare in scena, il 2 gennaio 1857, Olaf Liljekrans, dramma per il quale ottenne un compenso superiore a quello previsto dallo stipendio annuale. L'opera è vagamente ispirata a un testo incompiuto che l'autore scrisse nel 1850, intitolato La pernice di Justedal (Rypen i Justedal). Nell'Olaf, il personaggio eponimo è spinto dalla madre, per ragioni di stabilità economica, a sposare una fanciulla che non ama, Ingeborg, e la lotta interiore che si innesca nel protagonista viene infine risolta, dopo varie vicissitudini, dall'amore tra Ingeborg e un altro uomo, che permette a Olaf di convolare a nozze con l'amata Alfhild. Olaf Liljekrans non ebbe successo e non riscontrò mai nemmeno l'entusiasmo dell'autore, che acconsentì alla sua pubblicazione solo per l'edizione delle opere del 1902.
Frattanto, Ibsen conobbe Suzannah Daae Thoresen (1836-1914), figlia del pastore Hans Conrad Thoresen e della moglie Sara Margrethe Daae, e figliastra della scrittrice Anna Magdalene Kragh, terza consorte di Hans Conrad. Magdalene animava uno dei salotti letterari più importanti della città. È qui che nel 1856 Ibsen strinse rapporti con Suzannah, benché l'avesse probabilmente già conosciuta in precedenza. La ragazza, appena ventenne, aveva un temperamento simile a quello del drammaturgo: timida e poco amante degli eventi mondani, era al contempo passionale e molto istruita. Presto i due si fidanzarono, e si sposarono a Bergen il 18 giugno 1858, dando poi alla luce a Christiania il loro unico figlio, Sigurd (dal nome di un personaggio dei Guerrieri di Helgeland), il 23 dicembre 1859.

### Christiania
L'11 agosto 1857 Ibsen firmò il contratto come direttore artistico del Kristiania Norske Theater, nella zona di Møllergaten, a Christiania, e prese funzione dal 3 settembre. Il teatro era in competizione con quello di Bank Pladsen, dove gli attori e i dirigenti erano danesi, e le opere importate da Copenaghen. Quest'ultimo era inoltre sito in un'elegante piazza a ridosso del centro, mentre il teatro di Ibsen si trovava in un'area abitata da lavoratori, sporca, frequentata da prostitute e ubriachi. Scopo del Kristiana Norske Theater era di promuovere i drammi e i vaudeville degli autori norvegesi del momento.
Visse un breve periodo con l'amico Schulerud, che sarebbe morto trentatreenne nel 1859, e poi cambiò diverse dimore. Nel frattempo ci furono il matrimonio e la nascita del figlio, poco dopo la quale Suzannah annunciò che non avrebbe avuto altre gravidanze, notizia che ha talvolta spinto a ritenere che da quel momento il matrimonio sia stato in bianco.
Presto, a Christiania, si formò un gruppo di cinque estimatori di Ibsen, che si incontravano il lunedì nella casa del critico Botten-Hansen, già difensore del Catilina. Botten-Hansen aprì inoltre a Ibsen le porte del settimanale Illustreret Nyhedsblad. In quegli anni compose Hærmændene paa Helgeland (I guerrieri di Helgeland, 1857). A una fase posteriore della sua intensa produzione letteraria risalgono opere come Terje Vigen (1862), Kjærlighedens Komedie (La commedia dell'amore, 1862) e il dramma storico Kongs-emnerne (I pretendenti al trono, 1863).

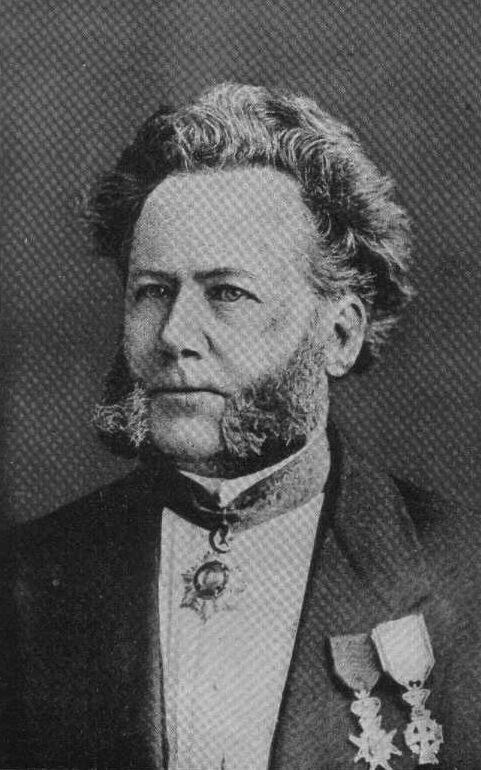
Ibsen a Dresda nel 1870

Nel 1864 Ibsen pubblicò I pretendenti al trono, che aveva scritto in sei settimane. Nello stesso anno, intanto, scoppiò la guerra dello Schleswig-Holstein, in merito alla quale Ibsen era a favore dell'intervento scandinavo. Il re di Svezia e Norvegia, Carlo XV, e il suo ministro degli Esteri Manderström, avevano inoltre promesso di intervenire in difesa dei danesi in caso di attacco tedesco. Indignato della successiva neutralità del suo Paese, che abbandonò la Danimarca al suo destino, materializzatosi nella sconfitta di Dybbøl (18 aprile), Ibsen maturò un profondo risentimento verso la sua terra natale.

### Soggiorno in Europa
Partito alla volta dell'Italia il 5 aprile 1864, Ibsen era a Berlino il 4 maggio, quando vide sfilare il cannone sottratto ai danesi a Dybbøl, in mezzo alla folla giubilante che sputava, in segno di scherno, sul bottino di guerra. Come scrisse a Magdalene Thoresen un anno più tardi, «fu per me il segno che un giorno la storia avrebbe sputato negli occhi della Svezia e della Norvegia, per il ruolo avuto nella questione». Il primo impatto con l'Italia, il 9 maggio, rimase fortemente impresso nella mente dello scrittore. Il 1º dicembre 1898, a Copenaghen, lo avrebbe ricordato con queste parole: «[...] usciti dal tunnel [Ibsen è in treno, all'altezza di Trieste], ci trovammo d'improvviso a Miramare, dove quella luce meravigliosamente chiara che costituisce la bellezza del Sud mi si manifestò d'un tratto, scintillante come bianco marmo. Quest'immagine avrebbe influenzato tutto il mio lavoro successivo [...]».
Giunto a Roma a metà giugno, Ibsen si mise subito in contatto con il console norvegese, Johan Bravo, che lo introdusse nel Circolo Scandinavo del Palazzo Correa, punto di ritrovo degli intellettuali nordici, dove viveva il bibliotecario del circolo e segretario di Bravo, Lorentz Dietrichson (1834-1917), giovane professore con cui il drammaturgo strinse amicizia. All'interno del Circolo Ibsen acquisì una posizione di un certo rilievo; ancora con il dente avvelenato, il 20 gennaio 1865 propose di vietare a ogni tedesco l'ingresso nel club, mozione respinta quasi all'unanimità. Nel frattempo fu raggiunto da moglie e figlio e si stabilì in via Capo le Case, dimora ibseniana fino a quando lo scrittore lasciò Roma nel 1868.
Sin dall'inizio Ibsen mise mano a opere poetiche e teatrali, portando a compimento un dramma di ampio respiro, nato dall'indignazione di Dybbøl: Brand. Redatto inizialmente (non si sa a che punto fosse arrivata la stesura) come poema epico, dall'estate 1865 cominciò ad essere versificato come poema drammatico, con la notevole celerità attestata dalla lettera che il drammaturgo scrisse a Bjørnson da Ariccia il 12 settembre 1865. Brand fu compiuto per il mese di ottobre. Bjørnson mise in contatto l'amico con il danese Frederik Hegel, il più grande editore scandinavo del tempo, e il dramma fu pubblicato nel marzo 1866.
L'anno seguente, dopo un viaggio tra Ischia e Sorrento compose il Peer Gynt (1867), dramma in versi di genere fantastico e di difficile messa in scena, reso famoso dalle musiche che Edvard Grieg scrisse appositamente per la sua prima rappresentazione (Christiania, 24 febbraio 1876). La fase romantica ibseniana si conclude con la commedia brillante De unges Forbund (La lega dei giovani, 1869) e con il dramma Kejser og Galilaer (Cesare e Galileo, 1873). Dal 1868 al 1874 risiedette a Dresda, poi tornò di nuovo a Roma.
Viaggiò anche in altre parti d'Europa, come a Parigi, dove incontrò in alcuni salotti artistici altri suoi connazionali e artisti scandinavi come i due cugini omonimi Jonas Lie e Jonas Lie, oltre allo stesso Edvard Grieg, a Bjørnstjerne Bjørnson e a Georg Brandes.

### La fase del teatro sociale
La fase più squisitamente sociale del teatro ibseniana ha inizio con Samfundets støtter ("I pilastri della società", 1877), seguito da Et dukkehjem ("Casa di bambola", 1879), scritto ad Amalfi e imperniato su una figura femminile (Nora) che si ribella al marito ma soprattutto alle ipocrite leggi della società in cui vive. Seguono altri capolavori, come Gengangere ("Gli spettri", 1881), En folkefiende ("Un nemico del popolo", 1882), Vildanden ("L'anitra selvatica", 1884), Rosmersholm ("La casa dei Rosmer", 1886), Fruen fra havet ("La donna del mare", 1888) e Hedda Gabler (1890).
Nel 1891 Ibsen lasciò definitivamente Roma. A questo periodo risalgono i drammi Bygmester Solness ("Il costruttore Solness", 1892) e Lille Eyolf ("Il piccolo Eyolf", 1894). Dopo il ritorno a Kristiania, Ibsen scrisse i suoi ultimi lavori, John Gabriel Borkmann (1896) e Når vi døde vågner ("Quando noi morti ci risvegliamo", 1899).
Nel 1900 Ibsen venne colpito da paralisi. Morì sei anni dopo a Kristiania, il 23 maggio 1906.

## Opere
- (1850) Catilina

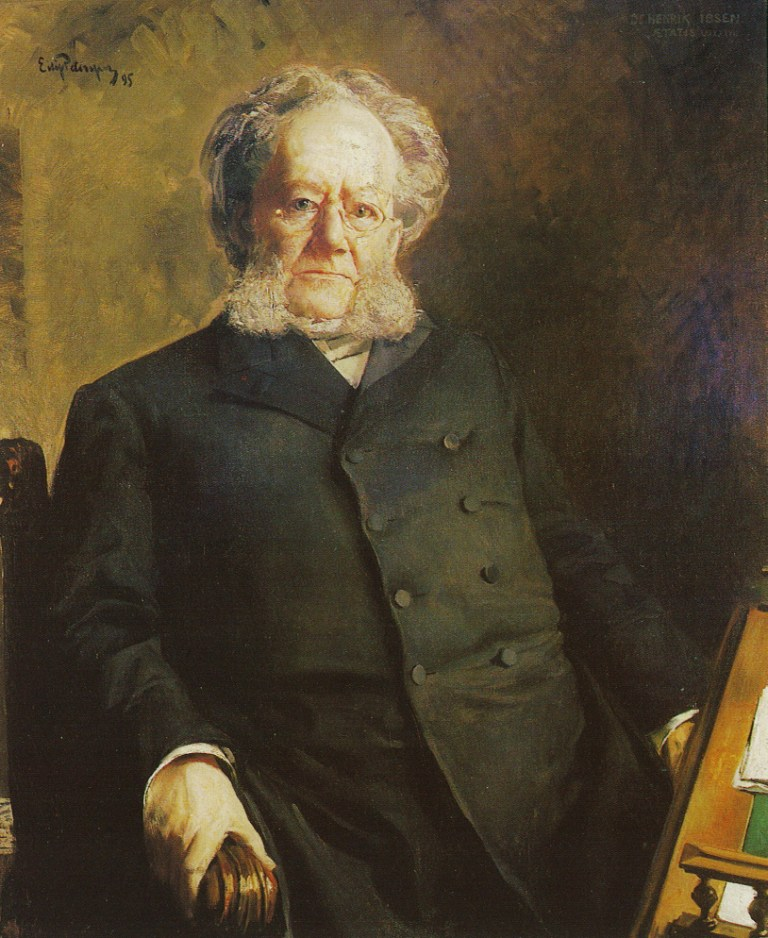
Henrik Ibsen ritratto nel 1895 da Eilif Peterssen.

- (1850) Il tumulo del guerriero (Kjæmpehøjen)
- (1852) La notte di San Giovanni (Sancthansnatten)
- (1854) Donna Inger di Oestraat (Fru Inger til Østeraad)
- (1855) Festa a Solhaug (Gildet paa Solhoug)
- (1856) Olaf Liljekrans
- (1857) Guerrieri a Helgeland (Hærmændene paa Helgeland)
- (1862) Terje Vigen
- (1862) La commedia dell'amore (Kjærlighedens Komedie)
- (1863) I pretendenti al trono (Kongs-Emnerne)
- (1866) Brand
- (1867) Peer Gynt
- (1869) La lega dei giovani (De unges Forbund)
- (1873) Cesare e Galileo (Kejser og Galilæer)
- (1877) Le colonne della società (Samfundets Støtter)
- (1879) Casa di bambola (Et Dukkehjem)
- (1881) Spettri (Gengangere)
- (1882) Un nemico del popolo (En Folkefiende)
- (1884) L'anitra selvatica (Vildanden)
- (1886) La casa dei Rosmer (Rosmersholm)
- (1888) La donna del mare (Fruen fra Havet)
- (1890) Hedda Gabler
- (1892) Il costruttore Solness (Bygmester Solness)
- (1894) Il piccolo Eyolf (Lille Eyolf)[45]
- (1896) John Gabriel Borkman
- (1899) Quando noi morti ci risvegliamo (Når vi døde vågner)

## Riferimenti nelle scienze e nell'arte

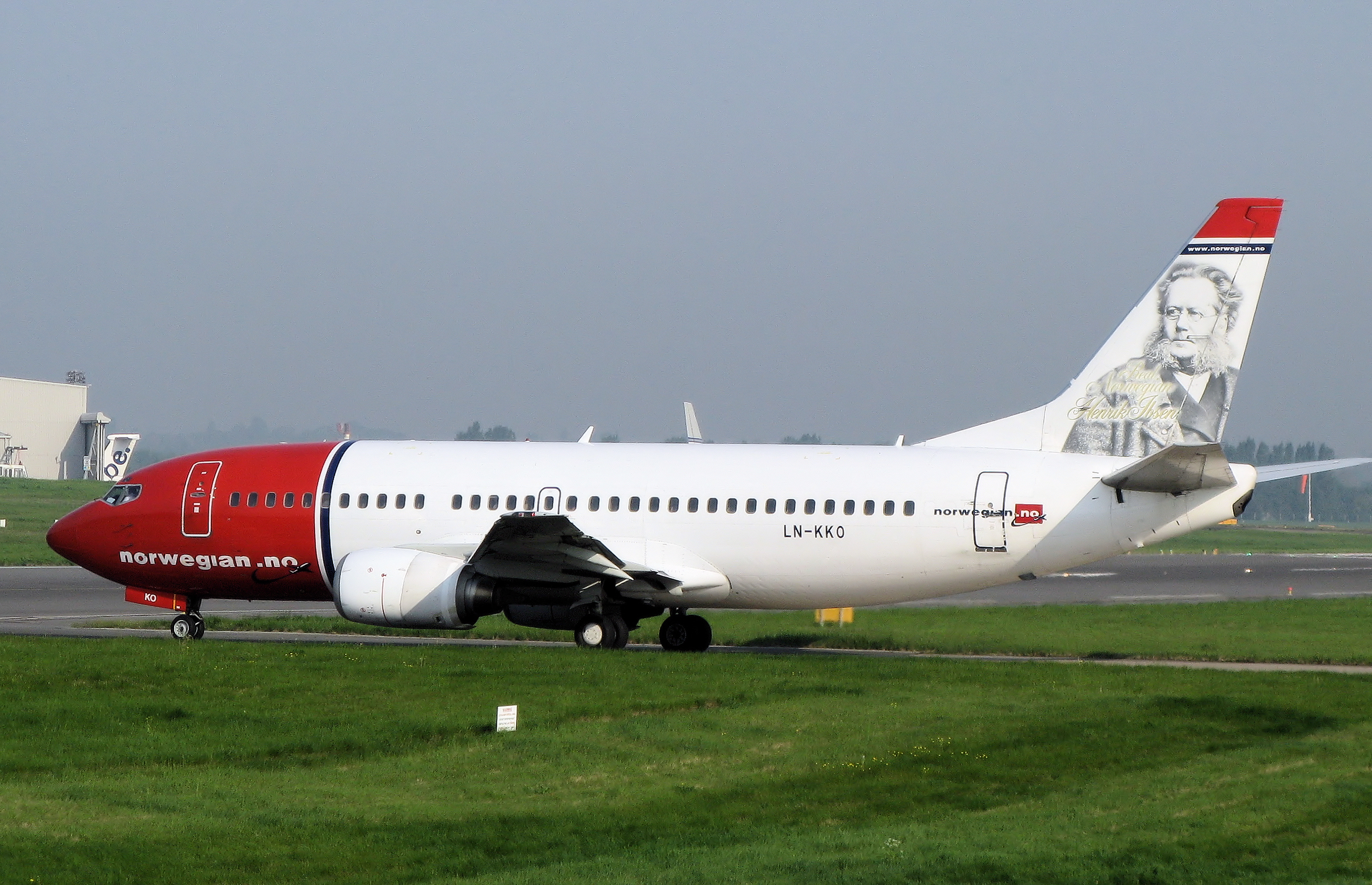
Norwegian Air Shuttle Henrik Ibsen

- La cantante italiana Irene Fargo ha partecipato al Festival di Sanremo 1991 con la canzone La donna di Ibsen, il cui testo è ispirato all'opera La donna del mare.
- A Ibsen è stato intitolato il cratere Ibsen, sulla superficie di Mercurio.
- A Ibsen ha dedicato uno studio lo psicologo e filosofo Ludwig Binswanger, Henrik Ibsen. La realizzazione di sé nell'arte, Quodlibet, Macerata, 2008.
- Il quadro di George Grosz Le Colonne della Società è un evidente riferimento all'omonima opera di Henrik Ibsen.